# Sony Cyber-shot DSC-RX
La série Sony Cyber-shot DSC-RX est une gamme d’appareils photographiques haut de gamme, orientée experts de types compacts, bridges et action-cam, à objectifs inamovibles. Elle a été créée par Sony en 2012.

## Présentation
Cette série d’appareils haut de gamme est destinée à un public de photographes avertis, passionnés voire professionnels. La gamme est introduite en 2012 par le RX100 qui est le modèle le plus accessible de la gamme, proposé à 600 € à son lancement. Le RX1 apparaît quelques mois plus tard : réservé aux professionnels, il est lancé à 3 200 €. Un an plus tard sort le RX10 au prix de 1 300 €. Tous les appareils sont munis d'optiques Carl Zeiss qui a déjà conçu, par le passé, de nombreux objectifs pour les reflex et les hybrides de la gamme Alpha. La série RX rencontre globalement un succès critique et commercial. Ainsi, les compacts experts RX100 ont placé Sony en tête des ventes de ce segment en deux ans, alors que la marque était absente de ce marché auparavant ; et le RX100 a été désigné comme étant une des 25 meilleures inventions de l'année 2012 par Time.
À l'automne 2017, la gamme est complétée par une action-cam, la RX0 commercialisée à 850 €.

## Gamme actuelle
En 2023, les sept modèles suivants sont commercialisés :
- RX0 II
- RX1R II
- RX10 IV
- RX100 VII
- RX100 VI
- RX100 V
- RX100 III

## Série 0

### RX0
La RX0 est une action-cam équipée d'un capteur CMOS Exmor RS de 15,3 mégapixels. Elle est équipée d'une optique Zeiss et du processeur Bionz X. Elle filme en 4K et propose la slow motion jusqu'à 1 000 i/s. En photographie, la rafale monte à 16 i/s avec une vitesse d'obturation pouvant descende à 1/32 000e de seconde. Elle est présentée le 31 août 2017 pour une commercialisation en octobre de la même année au tarif de 850 €.

### RX0 II
La RX0 II, sorti en juin 2019 apporte un écran orientable et une stabilisation numérique de l'image et l’enregistrent direct en 4K.

## Série 1

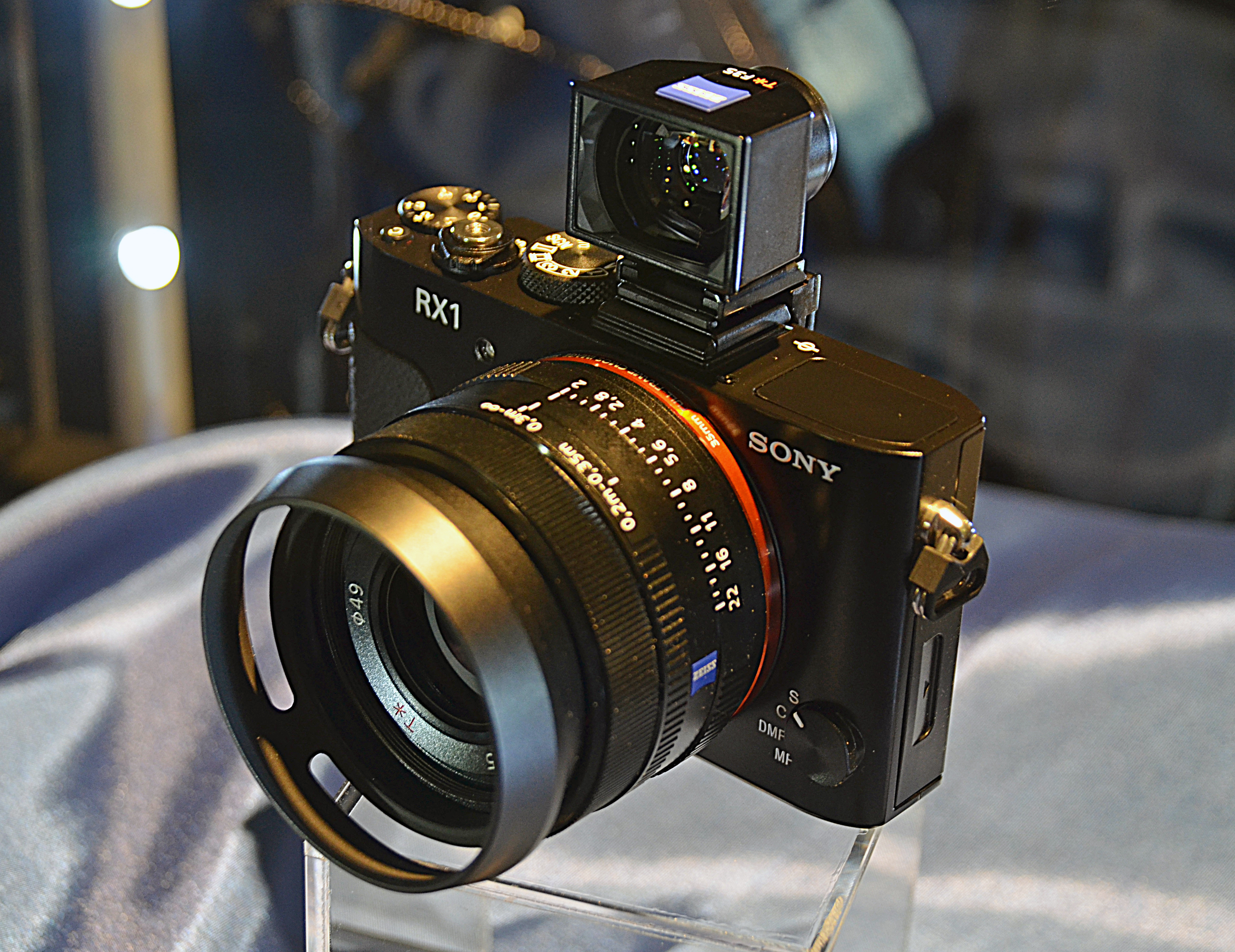
Le RX1.

### RX1
Le RX1 est sorti fin 2012. Il s'agit d'un compact expert équipé d'un capteur plein format de 24 mégapixels (notamment utilisé par l'Alpha 99), dont la sensibilité s'étend de 100 à 25 600 ISO. L'objectif possède une focale fixe de 35 mm et une ouverture de f/2. L'appareil dispose d'un écran de 7,5 cm de diagonale et d'une définition de 1 229 000 points.

### RX1R
Sorti pendant l'été 2013, il s'agit d'une version dérivée du RX1 sans filtre passe-bas, comme un hybride plein format de la marque, l'Alpha 7R.

### RX1R II
Annoncé le 14 octobre 2015, ce modèle intègre un viseur électronique et un autofocus amélioré issu de l'Alpha 7R II, la définition du capteur passe à 42,4 millions de pixels avec filtre passe-bas optionnel dans les menus.

## Série 10

### RX10
Le RX10 est sorti fin 2013, il s'agit d'un bridge expert équipé d'un capteur de 1" (quatre fois plus gros que ceux des bridges classiques) de 20 mégapixels, dont la sensibilité s'étend de 125 à 12 800 ISO (extensible à 74 ISO). L'objectif possède une plage focale équivalent 24-200 mm (zoom 8,3x) et une ouverture constante f/2,8. L'appareil dispose d'un écran de 7,5 cm de diagonale et d'une définition de 1 228 800 points.

### RX10 II
Le RX10 II est commercialisé en juillet 2015, il bénéficie d'une nouvelle génération de capteur plus rapide (Exmor RS) et de la vidéo 4K. L’autofocus progresse avec 0,9 seconde sur un objet en mouvement. La vitesse d'obturation maximale est de 1/32 000 s, la rafale passe à 16 i/s.

### RX10 III
Le RX10 III est annoncé en mars 2016, il apporte un zoom trois fois plus ample (passage de 8,3x à 25x), le 24-200 mm f/2.8 est remplacé par un 24-600 mm f/2.4-4. Sa commercialisation a lieu en avril au prix de 1 600 €.

### RX10 IV
Le RX10 IV est annoncé en septembre 2017, il apporte un meilleur autofocus. Sa commercialisation a lieu en octobre au prix de 2 000 €.

## Série 100

### RX100

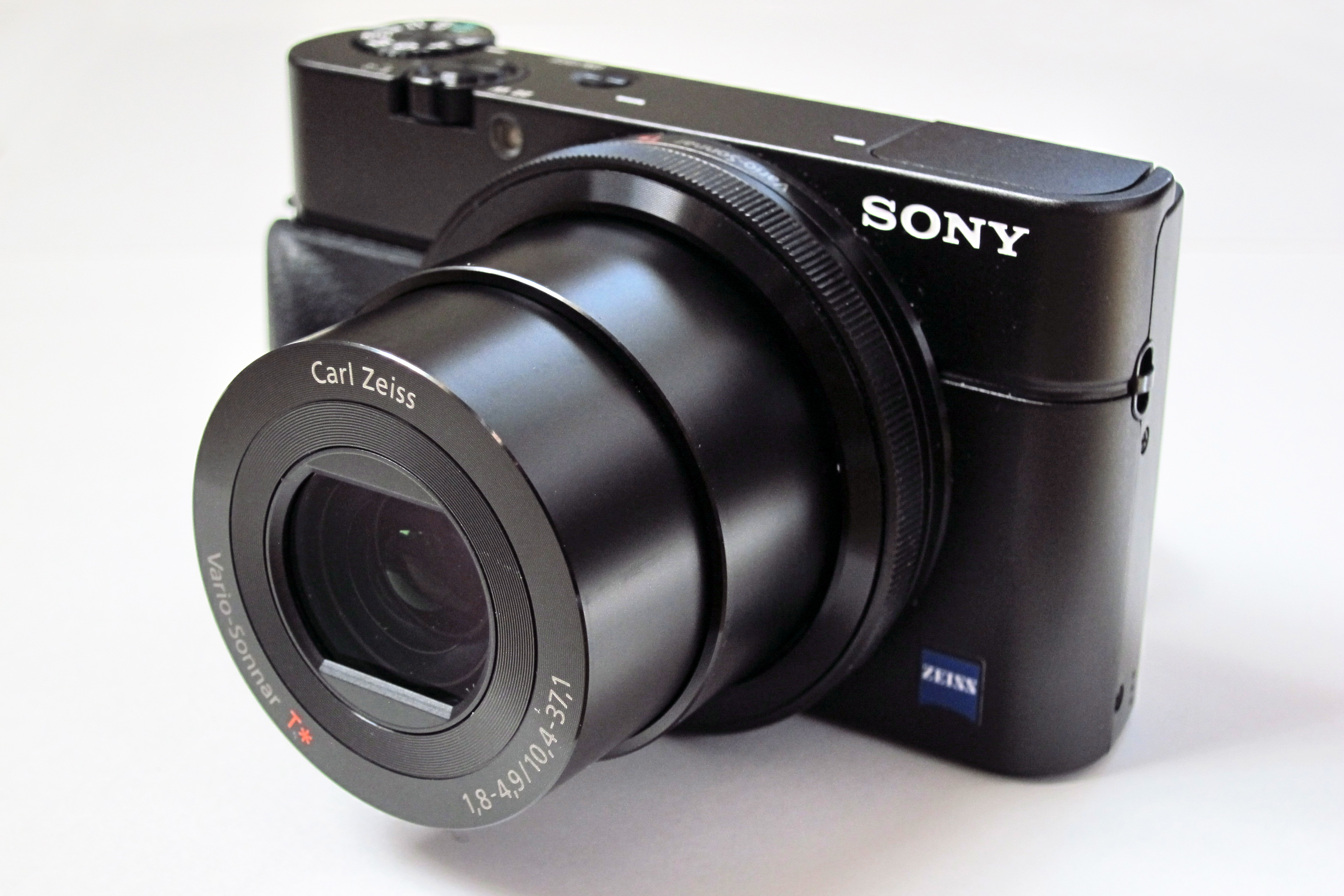
Le premier RX100.

Le RX100 est sorti pendant l'été 2012. Il s'agit d'un compact expert équipé d'un capteur de 1" (quatre fois plus gros que ceux des compacts classiques) de 20 mégapixels, dont la sensibilité s'étend de 80 à 6 400 ISO. L'objectif possède une plage focale équivalent 28-100 mm (zoom 3,6x) et une ouverture glissante f/1,8-4,9. L'appareil dispose d'un écran de 7,5 cm de diagonale d'une définition de 1 230 000 points. Son prix indicatif au lancement est 650 €.
En 2013, Hasselblad lance le Stellar, basé sur le RX100, il utilise des matériaux spécifiques comme du cuir ou du bois. C'est un appareil destiné aux professionnels travaillant dans le milieu du luxe et de la mode, ainsi qu'aux célébrités.

### RX100 II
Nouvelle version sortie pendant l'été 2013. D'un point de vue ergonomique, ce nouveau modèle apporte une griffe ISO porte-accessoire et un écran inclinable. Les évolutions techniques concernent le capteur qui devient rétro-éclairé (BSI). La qualité des images en basse lumière est donc améliorée de même que la réactivité (autofocus). La plage de sensibilité s'étend désormais de 100 à 12 800 ISO. Le Wi-Fi et le NFC sont intégrés, permettant de contrôler l'appareil photo avec son smartphone grâce à une application dédiée. Les dimensions sont identiques à celles du RX100, sauf en épaisseur où le Mark II prend environ trois millimètres. Son prix indicatif au lancement est 750 € et le RX100 reste au catalogue.
Le 26 novembre 2014, Hasselblad annonce le Stellar II, basé sur le RX100 II. Il est lancé à 1 650 €, il remplace le premier Stellar et propose plusieurs matériaux pour le grip : olivier, noyer, padouk, et fibre de carbone.

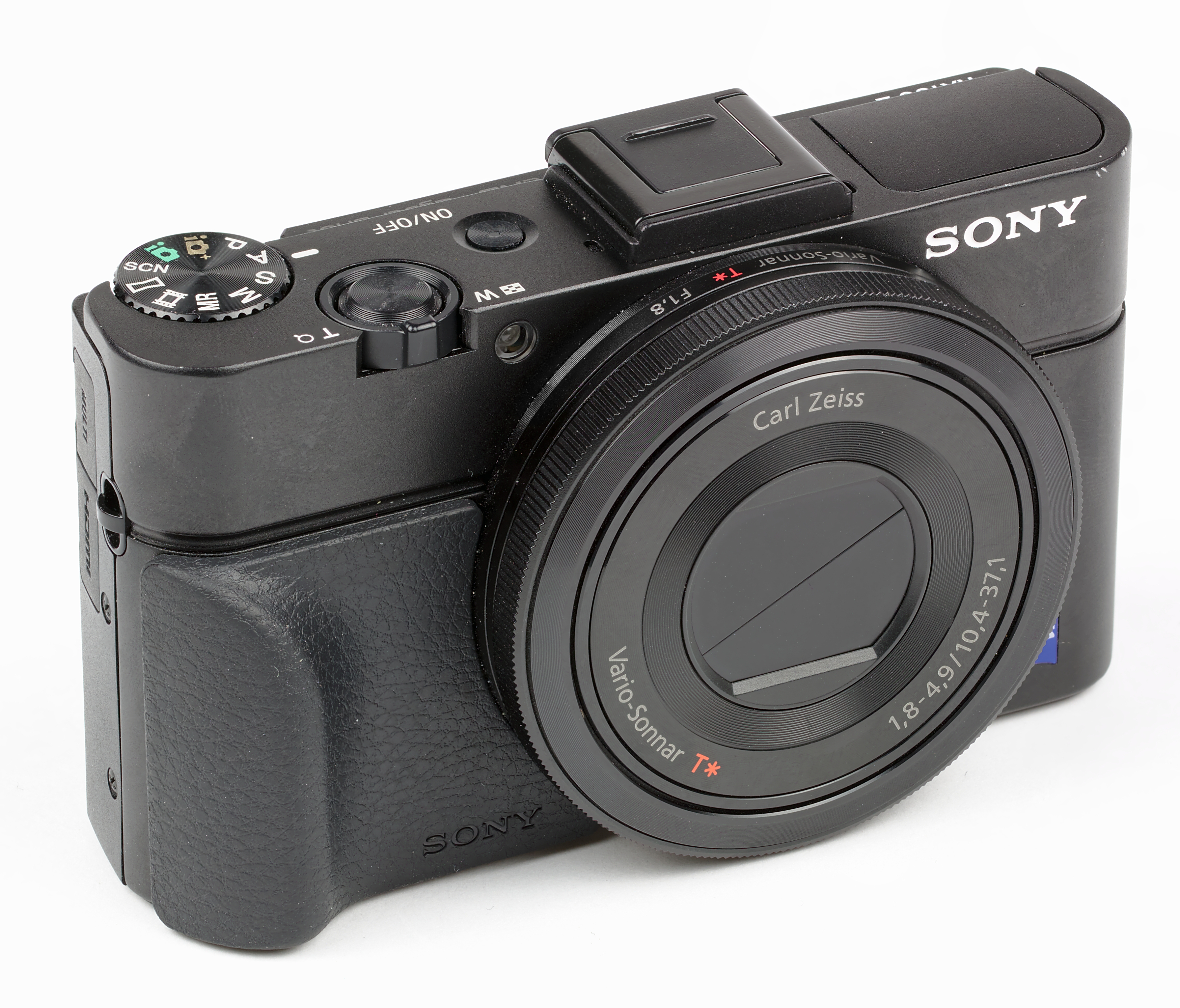
Le RX100 II, équipé d'un grip additionnel AG-R1.
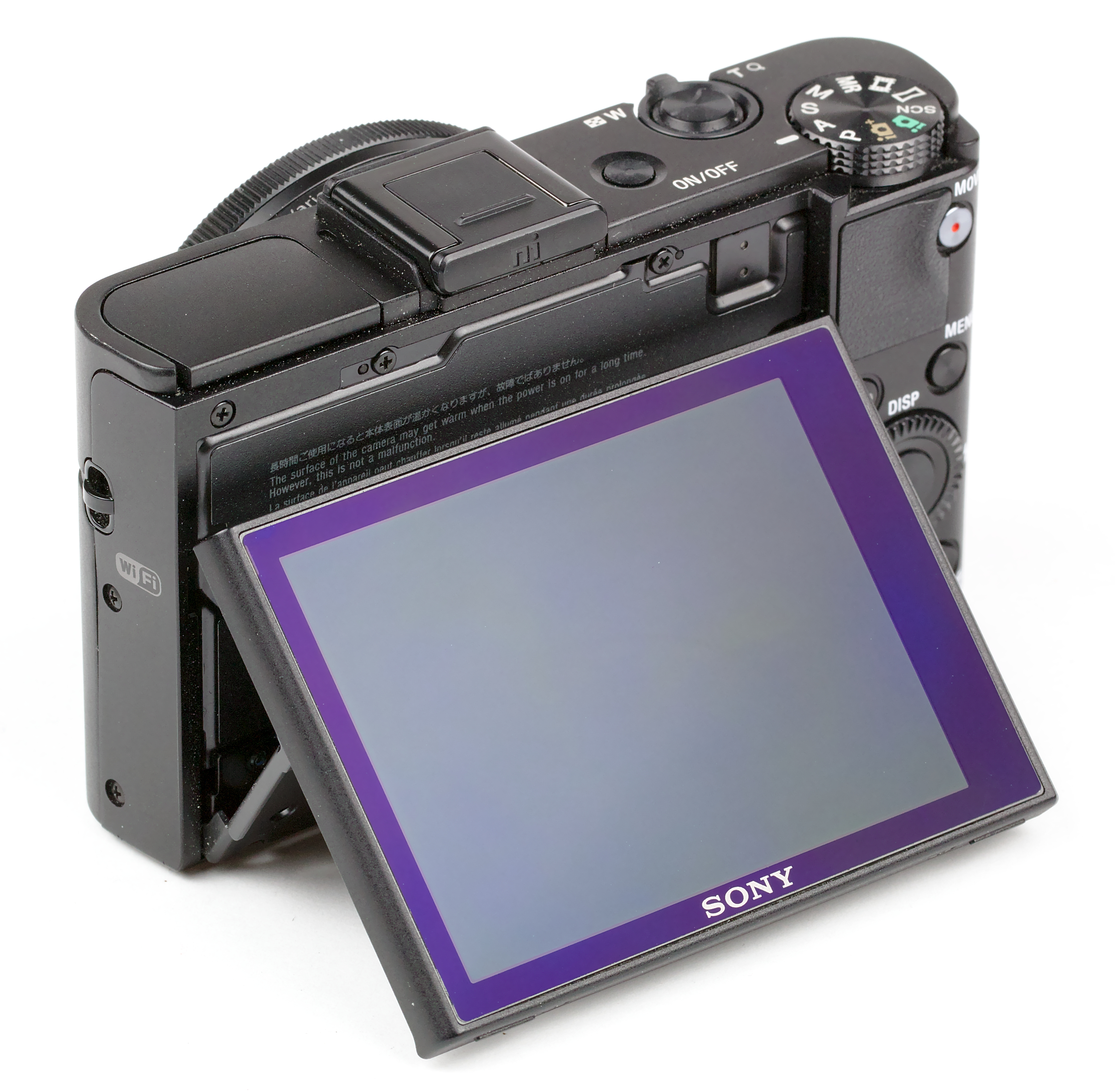
L'écran inclinable verticalement.

### RX100 III

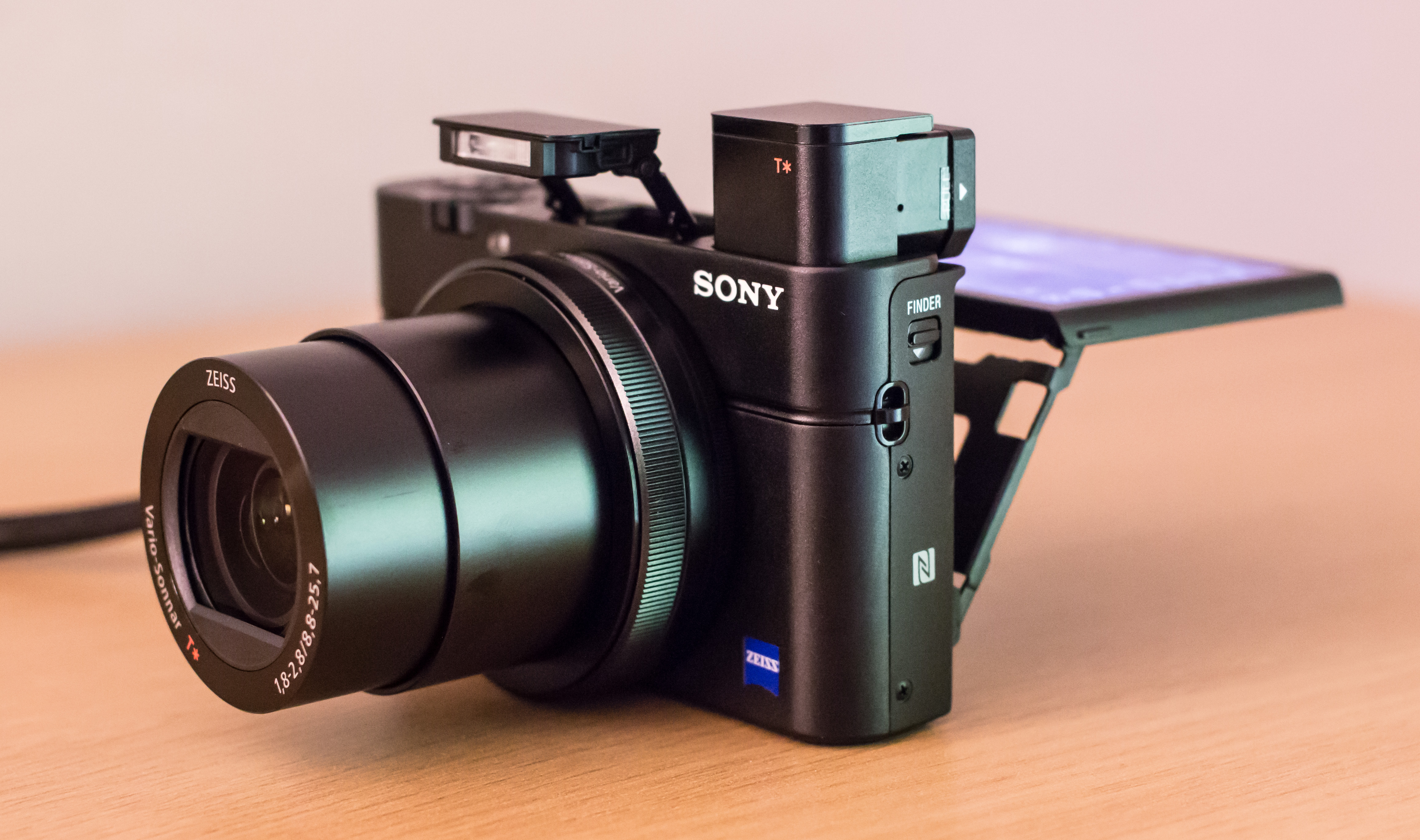
RX100 III : viseur électronique escamotable, flash au milieu, nouvelle articulation de l'écran orientable.

Annoncée le 15 mai 2014 et commercialisée au mois juillet suivant, cette nouvelle version propose une ouverture plus grande au téléobjectif, qui passe de f/4,9 à f/2,8. La plage focale est modifiée pour bénéficier d'un grand angle : elle est équivalente à 24-70 mm (zoom 2,9x). Une nouvelle version du microprocesseur Bionz (dénommée « X ») plus puissante et plus rapide voit le jour. Le boîtier intègre un viseur électronique pop-up (de définition identique à celui de l'Alpha 6000), à la façon d'un flash (ce dernier prenant la place de la griffe ISO, qui disparaît). La sensibilité est encore améliorée, avec une plage allant de 125 à 25 600 ISO. L'écran offre une orientation élargie, avec un angle de 180° vers le haut et 45° vers le bas, notamment pour favoriser les selfies. Les dimensions restent identiques par rapport au RX100 II, sauf en épaisseur où le Mark III prend environ trois millimètres. Le RX100 III, commercialisé à 850 €, ne remplace pas les précédents RX100 qui restent disponibles à la vente, à un prix diminué, permettant à Sony proposer une gamme d'appareils compacts experts.

### RX100 IV
Le RX100 IV est commercialisé en juillet 2015 à 1 150 €. Il bénéficie d'une nouvelle génération de capteur plus rapide (Exmor RS) et de la vidéo 4K. L’autofocus progresse avec 0,9 secondes sur un objet en mouvement. La vitesse d'obturation maximale est de 1/32 000 s, la rafale passe à 14 i/s.

### RX100 V
Le RX100 V est commercialisé en novembre 2016 à 1 200 €. Cette nouvelle version apporte un nouvel autofocus plus rapide et une rafale à 24 i/s en pleine définition (20 mégapixels).

### RX100 VI
Le RX100 VI est commercialisé en juin 2018 à 1 300 €. Cette nouvelle version apporte un nouvel objectif 24-200 mm (zoom 8,3x) à ouverture glissante f/2,8-4,5.

### RX100 VII
Le RX100 VII est commercialisé en août 2019 au même tarif que son prédécesseur. Il apporte un autofocus amélioré, une stabilisation revue et une rafale à 90 i/s.